# Museo Parque de Bombas
Museo Parque de Bombas (Parque de Bombas Museum) es un museo ubicado dentro del histórico Parque de Bombas en la zona Histórica de Ponce en Puerto Rico.
Este museo está ubicado en la Plaza Las Delicias, directamente detrás de la Catedral de Nuestra Señora de Guadalupe. Es un edificio que una vez albergó la principal, e inicialmente la única, estación de bomberos de la ciudad. El edificio ha sido elogiado tanto por su rol histórico como arquitectónico en la sociedad puertorriqueña. Fue la primera estación de bomberos de Puerto Rico. El edificio está incluido en el Registro Nacional de Lugares Históricos.
Cuando las estaciones de bomberos municipales de Puerto Rico se reorganizaron en una agencia a nivel de estatal en 1943, llamada Servicios de Bomberos de Puerto Rico, se construyó una estación de bomberos más moderna y espaciosa en la década de 1960 a una cuadra del Parque de Bombas. La nueva y moderna estación de bomberos, ahora ocupada por el Instituto de Música Juan Morel Campos, desplazó al ahora histórico Parque de Bombas a un papel más de apoyo y administrativo, mientras que la nueva estación de bomberos, ubicada en las calles Cristina y Calle Mayor, se convirtió en el estación de bomberos principal de la ciudad.
En 1990, después de 108 años de servicio ininterrumpido como estación de bomberos, se convirtió en el Museo Parque de Bombas. El museo alberga la historia de la gente y los eventos de los bomberos de Ponce. El museo abrió bajo la administración del alcalde Rafael Cordero Santiago. El arquitecto que reconstruyó y reacondicionó la estructura para adaptarla a un museo en 1990 fue Pablo Ojeda O'Neill. Con más de 100 000 visitantes por año, es el museo más visitado de Ponce y el segundo monumento más visitado de Puerto Rico, después del Castillo San Felipe del Morro.

## Historia

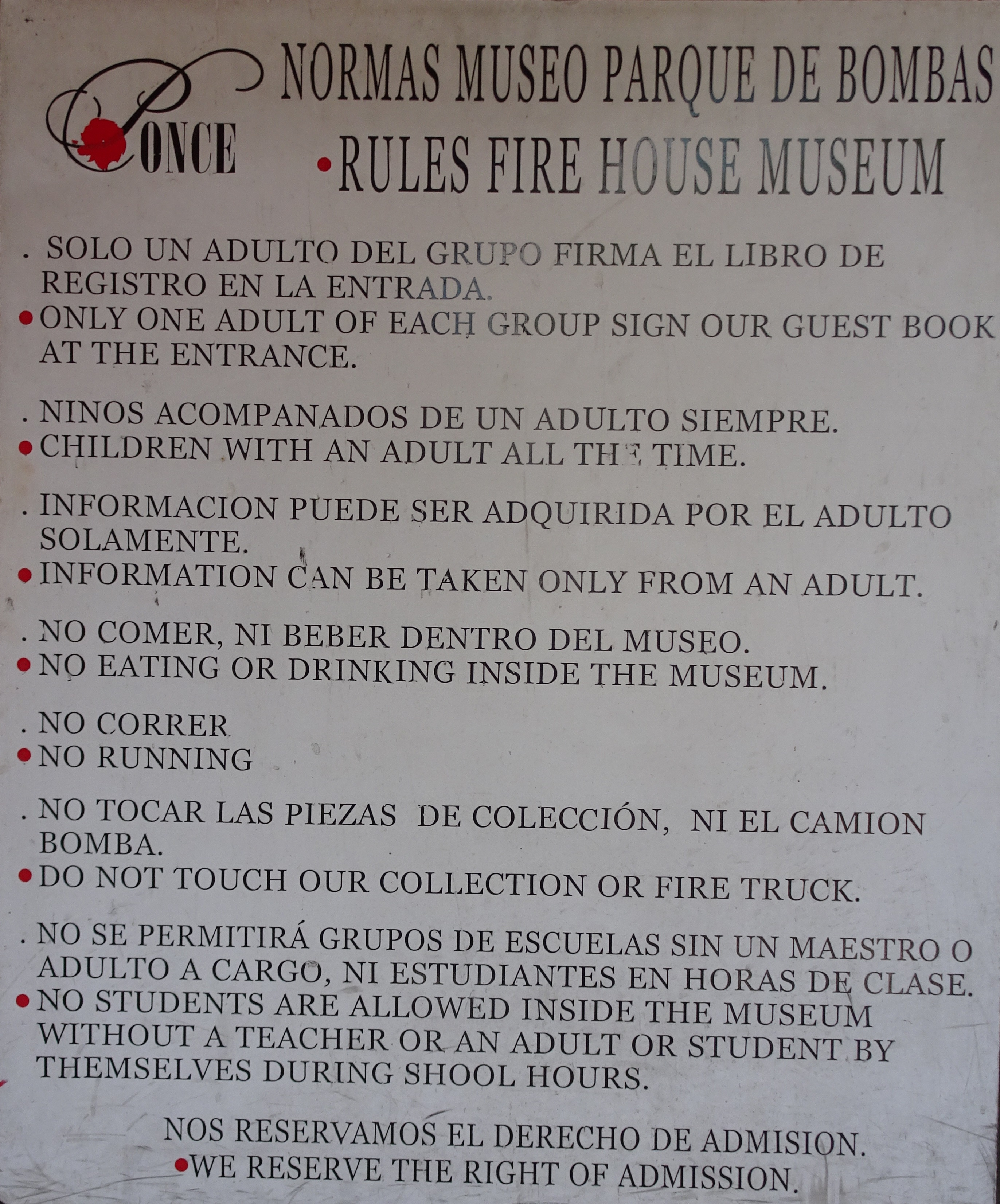
Reglas de admisión al museo

La estructura que alberga el museo se construyó en 1881, como pabellón principal de exposiciones de la Feria de Exposiciones de 1882. Un soldado del ejército español, el teniente coronel Máximo de Meana y Guridi, quien también era un arquitecto capacitado, fue comisionado en Puerto Rico en ese momento. El gobierno central con sede en Madrid asignó a Meana la tarea de diseñar y construir el edificio. El edificio se inauguró durante la Feria de Ponce de 1882. Los participantes de la Feria utilizaron el edificio como su pabellón principal. La primera brigada de bomberos que trabajó en el edificio se estacionó allí el 2 de febrero de 1883.
En 1820, dos grandes incendios afectaron la ciudad de Ponce. Se destruyó gran parte del centro de la ciudad; y el otro destruyó el 80% de la zona portuaria, paralizando todo el comercio hacia la sección sur de Puerto Rico. Esta exhibición incluye la respuesta a dos grandes incendios los que tuvieron lugar en la ciudad en 1820, y en marzo de 1845.

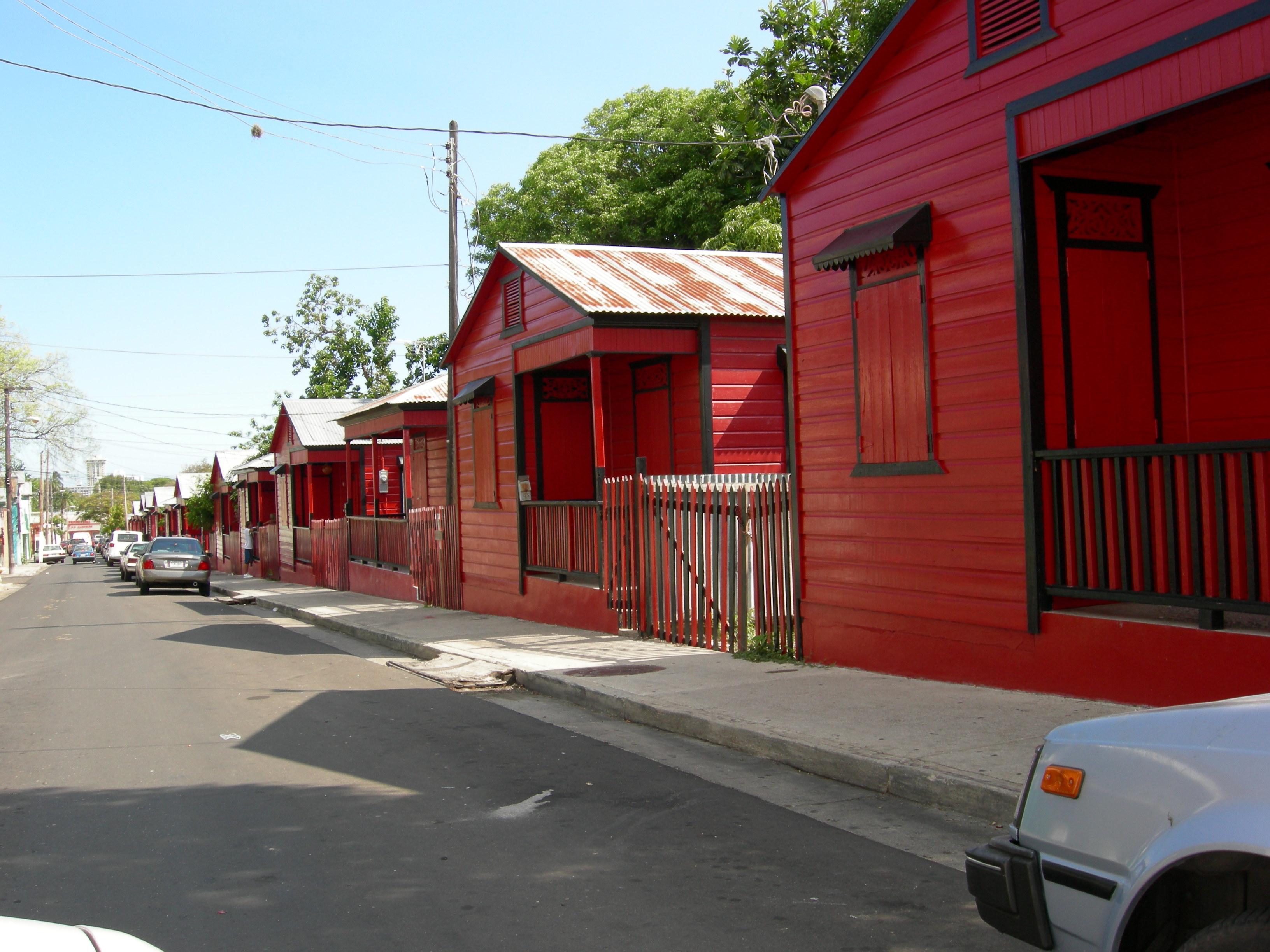
Viviendas de bomberos en la calle 25 de Enero (mayo de 2006)

Otro gran incendio incluido en esta exposición es el ocurrido el 25 de enero de 1899. Este fue un gran incendio (más tarde denominado "El Polvorín") que amenazó la vida de los ponceños y la economía de Puerto Rico en su conjunto, dado el papel de facto de Ponce como capital agrícola y bancaria de Puerto Rico. Una pintura en el Museo Parque de Bombas conmemora los actos heroicos de siete valientes bomberos y un civil que lucharon valientemente contra el voraz incendio que amenazaba la región. Desobedeciendo las órdenes de las tropas estadounidenses que recientemente habían tomado el control de Puerto Rico, el grupo pudo controlar las llamas que habían comenzado dentro de las reservas de pólvora del Ejército de los Estados Unidos. Por su valentía, el desastre se evitó por poco. Por su éxito en la lucha contra el fuego, el grupo fue honrado muchas veces tanto en Ponce como en el resto de Puerto Rico. A pocos metros del Parque de Bombas, en la Plaza Federico Degetau, se encuentra un obelisco en su memoria, y en el Cementerio Civil de Ponce se erigió un mausoleo en 1911, donde los siete héroes finalmente fueron enterrados. Posteriormente, el edificio Parque de Bombas fue pintado con los colores tradicionales de la ciudad, rojo y negro. También se pintaron con estos colores una serie de viviendas construidas unos años después para los bomberos y sus familias en la calle 25 de Enero.
Un hecho triste en la historia de este museo es la desaparición de un importante documento histórico durante la restauración del Parque de Bombas en 1975. El documento era el original (y hasta ahora única copia conocida) de la Proclamación de los "Héroes de El Polvorín" hecha por la Asamblea Legislativa de Puerto Rico en 1906. En la Proclamación, siete bomberos y un civil fueron declarados héroes por el máximo órgano legislativo nacional de Puerto Rico.
La estación continuó sirviendo a la ciudad de Ponce hasta 1990. Ese año, las funciones de extinción de incendios de la estación se trasladaron a la estación de bomberos más espaciosa en las calles Cristina y Mayor, y el edificio se convirtió oficialmente en un museo. La restauración del edificio para convertirlo en museo se llevó a cabo bajo la dirección de Pablo Ojeda O'Neill, un experimentado curador de museos locales. El costo de restauración fue de US$ 140 000. En el museo se exhiben varios artefactos utilizados por los bomberos de 1882. Entre estos se encuentran algunos artefactos usados para combatir el incendio "El Polvorín" de 1899. También hay artefactos de importancia histórica. Incluso antes de su cierre en 1990, la estación ya se había convertido en una importante atracción turística, y algunos de los bomberos ofrecían a los visitantes recorridos gratuitos por la estación de forma voluntaria cuando no estaban atendiendo emergencias. El museo de los bomberos de Ponce todavía se conoce generalmente como Parque de Bombas y, según algunas estimaciones, es una de las atracciones turísticas más visitadas de Ponce.

## Exposiciones

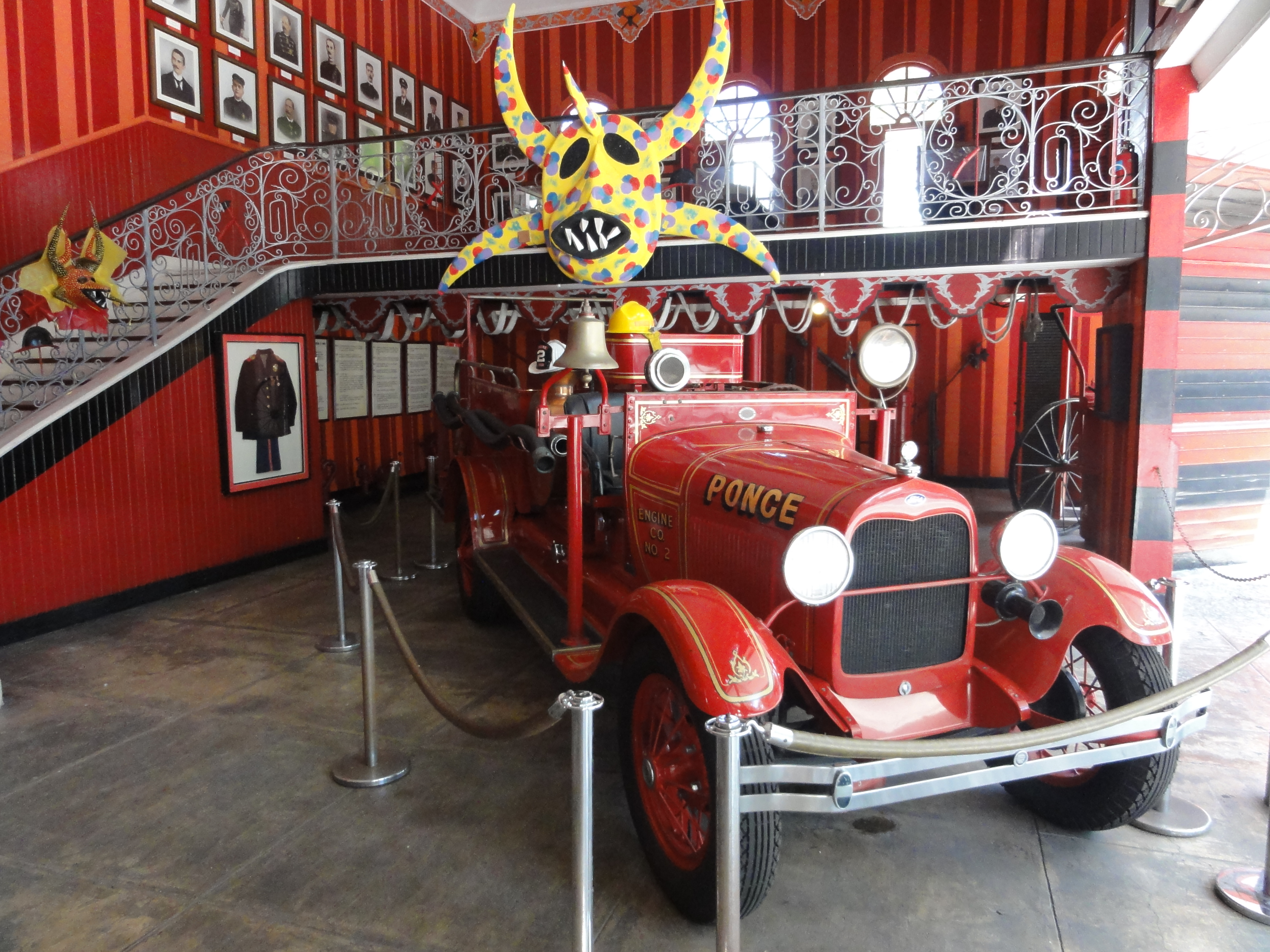
Camión de bomberos antiguo en el Museo

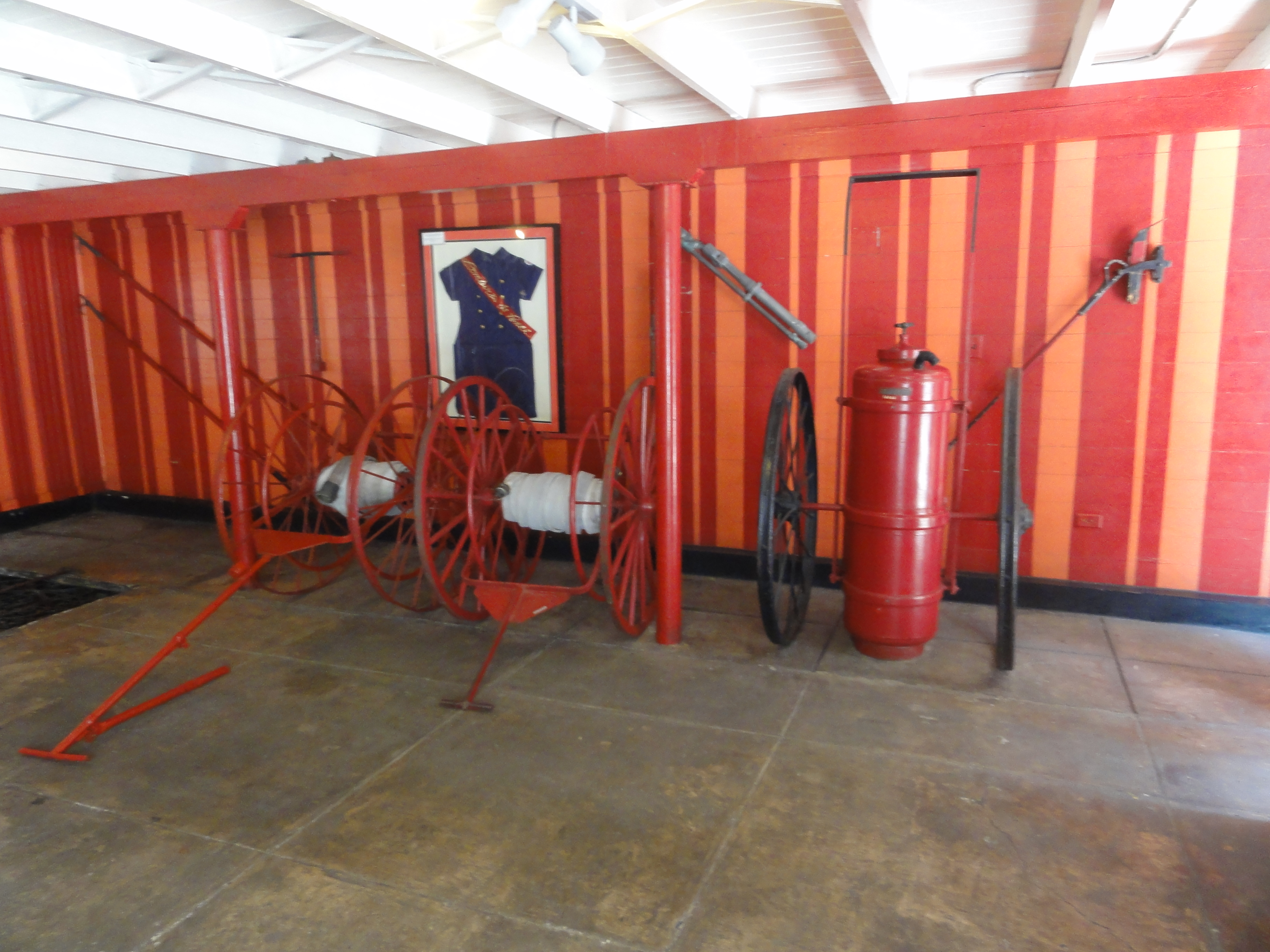
Equipos de extinción de incendios de ex bomberos en el Museo

Las exposiciones del museo se dividen en tres salas principales. La Sala de Despacho y Transporte, ubicada en el primer piso; y la Sala de Equipos y la Sala de Registros Históricos, están en el segundo piso.

### Sala de despacho y transporte
Esta sala consta de una pequeña área de despacho que muestra el lugar donde se recibieron las llamadas de emergencia y se transmitieron al personal de extinción de incendios (sus dormitorios estaban en el piso superior), así como el equipo utilizado para combatir incendios en el siglo XIX y la primera mitad del siglo XX. Aquí se encuentran algunas de las bombas que se utilizan para bombear manualmente el agua durante un incendio. También aquí hay un antiguo camión de bomberos que data de la primera mitad del siglo XX. Como museo, la antigua zona de despacho ahora se utiliza como zona de recepción de visitantes del museo.

### Sala de equipos de extinción de incendios

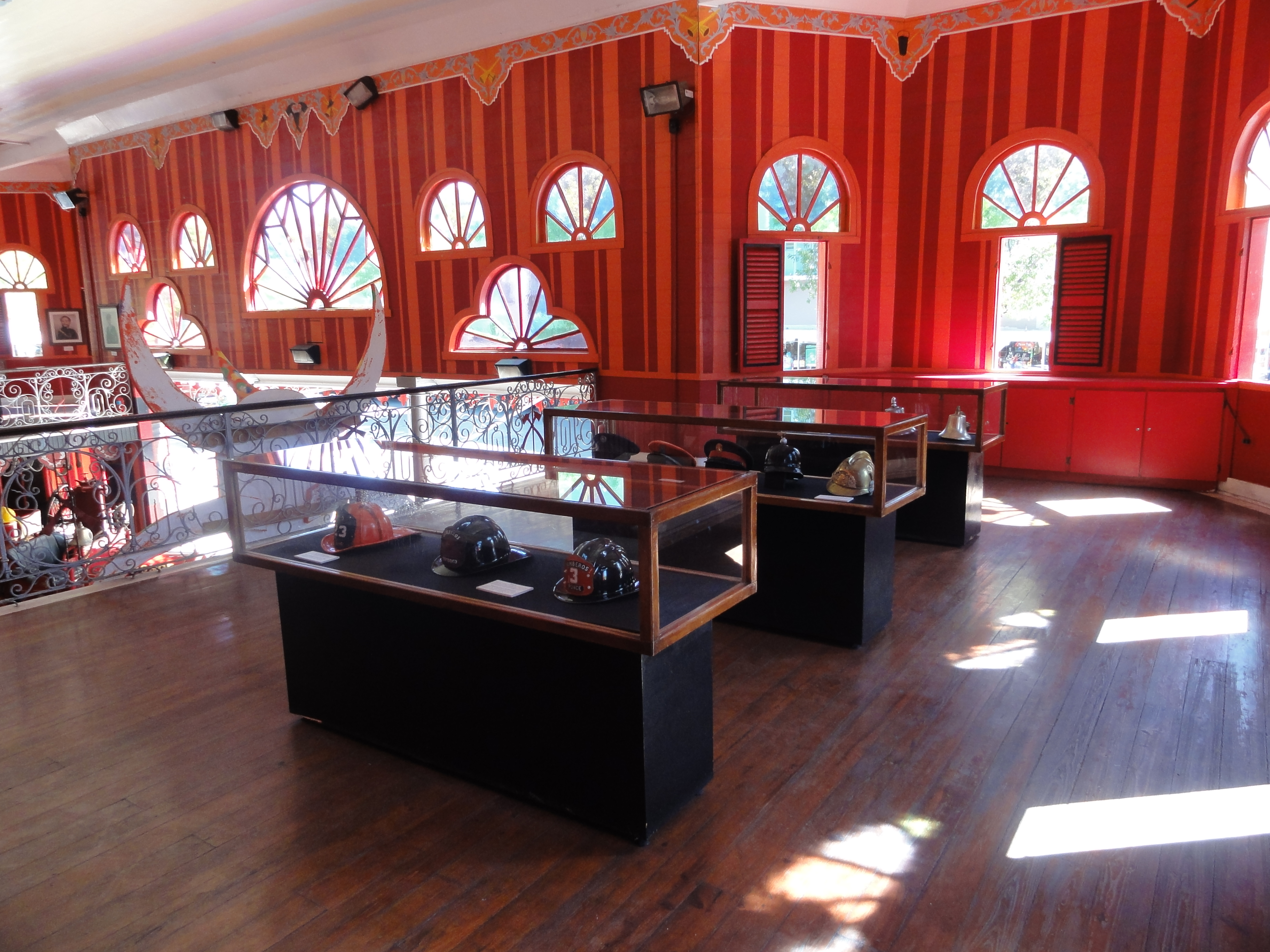
Equipo contra incendios en el museo

Esta sala está ubicada en el lado sur del segundo piso del museo y, cuando la estación de bomberos estaba en funcionamiento, formaba parte del dormitorio de los bomberos. Aquí se encuentran las hachas, picos, campanas, cornetas y otros equipos originales que se utilizaron cuando la estación estaba en pleno funcionamiento en el siglo XIX y hasta mediados del sigloXX. Hay varios uniformes de bomberos, incluido su parche oficial de Bomberos de Ponce, así como los cascos y botas que los acompañan.

### Sala de registros históricos

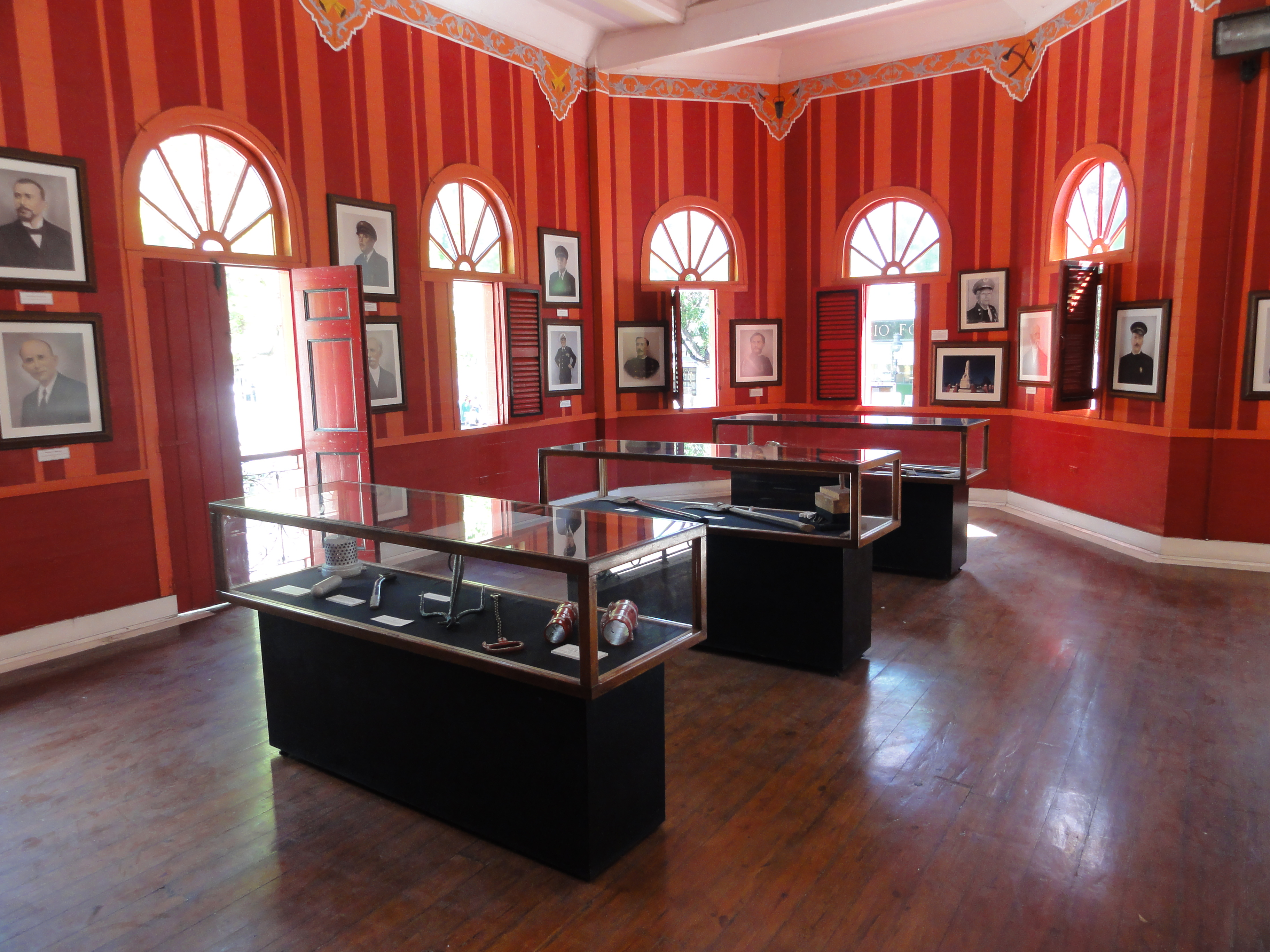
Sala de historia del fuego en el museo

Esta sala está ubicada en el lado norte del segundo piso del museo y cubre lo que también fue parte del antiguo dormitorio. En esta sala se exhiben objetos relacionados con los bomberos de Ponce y su estructura organizativa. A través de fotografías enmarcadas, se traza la historia de los bomberos de Ponce y algunos de sus principales incendios. Se exhiben de manera prominente fotografías grupales e individuales de los miembros del Cuerpo de Bomberos. Además de los retratos grupales, los visitantes pueden ver retratos de figuras como el director de la Banda de Bomberos, Domingo Cruz ("Cocolía") y el director médico de los bomberos, Dr. Rafael Pujals.